# Lingue penuti dell'altopiano
Le lingue penuti dell'altopiano (Plateau Penutian in lingua inglese, anche shahapwailutan, lepitan) sono un gruppo di lingue penuti parlate negli Stati Uniti d'America, in un'area compresa fra il nord della California, l'Oregon centro-occidentale, il Washington settentrionale e l'Idaho centro settentrionale.

## Classificazione
Secondo Ethnologue, la famiglia comprende:
- lingue klamath-modoc
  - lingua klamath-modoc (codice ISO 639-3 kla)
- lingue sahaptin
  - lingua nasi forati (nez)
  - lingua tenino (tqn)
  - lingua umatilla (uma)
  - lingua walla walla (waa)
  - lingua yakima (yak)